# Ruda nad Moravou
Ruda nad Moravou là một làng thuộc huyện Šumperk, vùng Olomoucký, Cộng hòa Séc.